# La voce del padrone (De Filippo)
La voce del padrone (titolo originale: Il successo del giorno) è una commedia napoletana scritta da Eduardo De Filippo nel 1932. 
La commedia racconta della travagliata registrazione, in una sala di incisioni, della canzone Adduormete cu'mme, impedita da una serie continua di imprevisti e occasioni d'interruzione.